# Ernst Kait
Ernst Kait (18. května 1909 Vídeň – 1. srpna 1970), uváděný také jako Kaith nebo Keith, byl rakouský fotbalový obránce. Je pohřben ve Vídni.

## Hráčská kariéra
V rakouské lize hrál za vídeňské kluby Brigittenauer AC, Austria, Libertas (hostování), FC a Favoritner AC. S mužstvem Brigittenauer AC se v ročníku 1932/33 probojoval do finále rakouského poháru, ten ovšem získal jeho budoucí zaměstnavatel Austria Vídeň. Za Austrii odehrál dva zápasy ve Středoevropském poháru (1934).
Z Austrie Vídeň ohlásil přestup do druholigového klubu SK České Budějovice. Nakonec se však stal hráčem DFC Prag a po uplynutí trestu za dvojitý přestup nastoupil za pražský klub k jednomu prvoligovému utkání v československé lize (v sobotu 14. září 1935 proti Žatci – DSV Saaz).

### Prvoligová bilance
| Ročník          | Zápasy | Góly | Minuty | Klub              |
| --------------- | ------ | ---- | ------ | ----------------- |
| I. liga 1932/33 | 15     | 0    | –      | Brigittenauer AC  |
| I. liga 1933/34 | 13     | 1    | –      | FK Austria Vídeň  |
| I. liga 1934/35 | 5      | 0    | –      | FK Austria Vídeň  |
| I. liga 1934/35 | 2      | 0    | –      | FC Libertas Vídeň |
| I. liga 1935/36 | 1      | 0    | 90     | DFC Prag          |
| I. liga 1935/36 | 6      | 0    | –      | FC Vídeň          |
| I. liga 1936/37 | 13     | 1    | –      | Favoritner AC     |
| CELKEM I. LIGA  | 1      | 0    | 90     |                   |
| CELKEM I. LIGA  | 54     | 2    | –      |                   |